# Erik Scavenius
Erik Julius Christian Scavenius (Klintholm, Møn, 13 de juliol de 1877 – Gentofte, 29 de novembre de 1962) va ser un destacat polític danès, diverses vegades ministre i Primer ministre danès durant la primera meitat del segle xx.
Va ser ministre d'Afers exteriors en diversos períodes: 1909–1910, 1913–1920 i 1940–1943, i primer ministre entre 1942 i 1943, durant l'ocupació nazi. El seu gabinet va renunciar l'any de 1943, encara que aquesta renúncia mai va anar formalment acceptada pel rei Christian X, de manera que el gabinet existia de iure fins que es va formar un de nou després de l'Alliberament de Dinamarca el 5 de maig de 1945. Scavenius va ser membre de la Landsting en representació pel seu partit, el Partit Social Liberal.